# Unione Sportiva Frattese 1980-1981
Questa voce raccoglie le informazioni riguardanti l'Unione Sportiva Frattese nelle competizioni ufficiali della stagione 1980-1981.

## Rosa
| N. |                   | Ruolo | Calciatore         |
| -- | ----------------- | ----- | ------------------ |
|    | Italia (bandiera) | D     | Salvatore Albano   |
|    | Italia (bandiera) | P     | Franco Anellino    |
|    | Italia (bandiera) | A     | Antonio Antezza    |
|    | Italia (bandiera) | D     | Vincenzo Attrice   |
|    | Italia (bandiera) |       | Belardi            |
|    | Italia (bandiera) | P     | Vincenzo Capasso   |
|    | Italia (bandiera) | C     | Donato Cellucci    |
|    | Italia (bandiera) | A     | Andrea Chiacchio   |
|    | Italia (bandiera) | A     | Raffaele Citarelli |
|    | Italia (bandiera) | C     | Luciano D'Agostino |
|    | Italia (bandiera) | D     | Marco De Simone    |

| N. |                   | Ruolo | Calciatore           |
| -- | ----------------- | ----- | -------------------- |
|    | Italia (bandiera) | D     | Mario Di Dio         |
|    | Italia (bandiera) | D     | Gianni Furlano       |
|    | Italia (bandiera) | A     | Pellegrino Gaito     |
|    | Italia (bandiera) |       | Guglielmi            |
|    | Italia (bandiera) | C     | Enrico Marini        |
|    | Italia (bandiera) | C     | Antonio Marrazzo (I) |
|    | Italia (bandiera) | D     | Luigi Massa          |
|    | Italia (bandiera) | C     | Paolo Milella        |
|    | Italia (bandiera) | D     | Salvatore Perrelli   |
|    | Italia (bandiera) | D     | Sergio Scarpitti     |
|    | Italia (bandiera) | C     | Riccardo Virgilio    |